# HTML
HTML (англ. HyperText Markup Language — мова розмітки гіпертексту) — стандартизована мова розмітки документів для перегляду вебсторінок у браузері. Браузери отримують HTML документ від сервера за протоколами HTTP/HTTPS або відкривають з локального диска, далі інтерпретують код в інтерфейс, який відображатиметься на екрані монітора.
Елементи HTML є будівельними блоками сторінок HTML. За допомогою конструкцій HTML, зображення та інші об'єкти, такі як інтерактивні форми, можуть бути вбудовані у візуалізовану сторінку. HTML надає засоби для створення структурованих документів, позначаючи структурну семантику тексту, наприклад заголовки, абзаци, списки, посилання, цитати та інші елементи. Елементи HTML окреслені тегами, написаними з використанням кутових дужок. Теги на кшталт <img /> чи <input /> безпосередньо виводять вміст на сторінку. Інші теги, такі як <p>, оточують текст і надають інформацію про нього, а також можуть включати інші теги як піделементи. Браузери не показують теги HTML, але використовують їх для інтерпретації вмісту сторінки.
В HTML можна вбудовувати програми, написані на скриптових мовах, наприклад JavaScript, які впливають на поведінку та вміст вебсторінок. Включення CSS визначає вигляд і компонування вмісту. World Wide Web Consortium (W3C), який супроводжує стандарти HTML та CSS, заохочує використання CSS над явним презентаційним HTML з 1997 року.
HTML впроваджує засоби для:
- створення структурованого документа шляхом позначення структурного складу тексту: заголовки, абзаци, списки, таблиці, цитати та інше;
- отримання інформації зі Всесвітньої мережі через гіперпосилання;
- створення інтерактивних форм;
- включення зображень, звуку, відео, та інших об'єктів до тексту.

## Історія розвитку HTML
1980 року фізик Тім Бернерс-Лі, який на той час був співробітником CERN, запропонував і прототипував систему INQUIRE, яка мала полегшити сумісне користування документами для дослідників CERN.
1989 року Бернерс-Лі запропонував впровадити на базі Internet гіпертекстову систему документів.
Вже наприкінці 1990 року він розробив HTML і написав браузер та серверне програмне забезпечення для запропонованої системи. У цьому ж році Тім Бернерс-Лі та Роберт Кайо, інженер інформаційних систем CERN, подали спільну заявку на фінансування проєкту, проте цей проєкт не був офіційно прийнятий CERN.
Наприкінці 1991 року Тім Бернерс-Лі опублікував в Інтернеті перший загальнодоступний опис мови розмітки HTML, відомий як документ «HTML-теги» (HTML Tags). В ньому були описані 18 елементів первісної, відносно простої схеми розмітки HTML. Всі вони, за винятком тегу гіперпосилання, були жорстко підпорядкований внутрішньому SGML-формату документації CERN. Одинадцять із тих елементів ще й досі існують у HTML4.
Бернерс-Лі розглядав HTML як похідну мову від SGML, і в середині 1993 року Спеціальна Комісія Інтернет-розробок (IETF) офіційно визначила її такою, опублікувавши першу специфікацію HTML: «Hypertext Markup Language (HTML)» Internet-проєкт [Архівовано 15 квітня 2009 у Wayback Machine.], авторами якої були Тім Бернерс-Лі та Ден Конолі. Ця специфікація вже містила визначення типу документа, яке чітко зазначало граматику HTML.
Проєкт втратив силу через 6 місяців, але відзначився використанням для браузера NCSA Mosaic тегу додавання зображень, відобразивши філософію IETF щодо базування стандартів на успішних прототипах. Так само пізніше в 1993 році в конкуруючому Інтернет-проєкті Дейва Раджетта «HTML+ (Hypertext Markup Format)», було запропоновано стандартизувати вже запроваджені браузерами сенсаційні на той час можливості, такі як таблиці та перші інтерактивні форми.
На початку 1994 року, після того, як проєкти «HTML» і «HTML+» втратили свою силу, IETF створив Робочу групу HTML (HTML Working Group). 1995 року Робоча група HTML завершила роботу над документом «HTML 2.0» (опублікований як RFC із номером 1866), першою специфікацією, що мала бути використана як базовий стандарт для подальших вдосконалень HTML. Версія 2.0 окреслювала чіткі відмінності між новим виданням специфікації та попередніми проєктами.
Подальші розробки під заступництвом IETF зіштовхнулися з конкуруючими інтересами. З 1996 року специфікації HTML затверджувались Консорціумом W3C, враховуючи доповнення до розмітки, що впроваджувалися компаніями-розробниками браузерів. Тим не менш, у 2000 році HTML стала міжнародним стандартом (ISO/IEC 15445:2000).
Остання специфікація HTML, опублікована W3C наприкінці 1999 року, має назву «HTML 4.01 Recommendation». Усі спірні питання та помилки цієї специфікації були офіційно визнані у списку друкарських помилок, опублікованому в 2001 році.

### Версії
Тім Бернерс-Лі представив HTML в дослідницькому центрі CERN в Женеві 1989 року.
- HTML (без номера версії, 3 листопада 1992): найперша версія, орієнтована лише на текст[8].
- HTML (без номера версії, 30 квітня 1993): до тексту додано атрибути, які визначають курсивне або жирне написання літер, та зображення.
- HTML+ (листопад 1993): заплановані доповнення, які потрапили до наступних версій, але ніколи не були відокремлені як HTML+[9].
- HTML 2.0 (листопад 1995): визначена стандартом RFC 1866 версія з підтримкою форм. Статус цього стандарту вже «історичний», також визнані застарілими попередні версії.
- HTML 3.0 версія, яка не зазнала поширення, оскільки із випуском браузера Netscape Navigator версії 3 цей стандарт вже був застарілим.
- HTML 3.2 (14 січня 1997): були додані численні можливості, такі як таблиці, обтікання текстом зображень, інтеграція аплетів.
- HTML 4.0 (18 грудня 1997): були додані таблиці стилів, скрипти та фрейми. Також відбулось розділення на Strict (суворе дотримання стандартів), Frameset (з підтримкою фреймів), Transitional (перехідний). 24 квітня 1998 було випущено виправлену версію цього стандарту.
- HTML 4.01 (24 грудня 1999): заміна версії HTML 4.0, містить численні дрібні виправлення.
- HTML 5 (Working Draft, 5 квітня 2008)[10]: HTML 5 має новий словник, побудований на основі HTML 4.01 та XHTML 1.0. Також перероблена і розширена пов'язана з HTML специфікація DOM.
- XHTML 1.0 (26 січня 2000): висловлення стандарту HTML 4.01 засобами XML. 1 серпня 2002 було випущено оновлену редакцію стандарту.
- XHTML 1.1 (31 травня 2001): після того, як XHTML буде розділено на модулі, стандарт XHTML 1.1 визначатиме сувору версію, в якій не буде запроваджених HTML 4 можливостей Frameset та Transitional.
- XHTML 2.0 (розробка припинена в 2010 році): ця версія вже не базується на HTML 4.01 і додає деякі нові теги. Буде завершено розділення між представленням та вмістом.

## Документ HTML
Для поліпшення взаємодії SGML вимагає аби кожна похідна мова (HTML у тому числі) визначала свою кодову таблицю для кожного документа, яка складається з репертуару (перелік різноманітних символів) та позиції символу (перелік цифрових посилань на символи з репертуару). Кожен документ HTML — це послідовність символів із репертуару.
HTML використовує найповнішу кодову таблицю UCS (англ. Universal Character Set — Універсальний Набір Символів).
Проте однієї кодової таблиці недостатньо для того, щоб браузери могли правильно відтворювати документи HTML. Для цього браузерам потрібно «знати» специфічну кодову таблицю документа, яку автор має зазначати завжди в елементі meta із параметром charset. За замовчуванням використовується кодова таблиця ISO-8859-1, відома також як Latin-1.

### Розмітка
Розмітка в HTML складається з чотирьох основних компонентів: елементів (та їхніх атрибутів), базових типів даних, символьних мнемонік та декларації типу документа.

#### Загальна структура
Документ HTML 5.2 складається з трьох частин:
1. Декларація типу документа (англ. Document type declaration, Doctype), на початку документа, в якій визначається тип документа (DTD).
2. Шапка документа (знаходиться в межах елемента head), в якій записано загальні технічні відомості або додаткова інформація про документ, яка не відтворюється безпосередньо в браузері;
3. Тіло документа (може знаходитися в елементі body), в якому міститься основна інформація документа.

Нижче наведено приклад загальної структури HTML-документа:
```
<! DOCTYPE html>
 

<
html
>

   
<
head
>

      
<
title
>
Назва
</
title
>

   
</
head
>

   
<
body
>

      
<
p
>
 Hello world!
</
p
>

   
</
body
>

</
html
>

```

#### Елементи

HTML element content categories

Елементи являють собою базові компоненти розмітки HTML. Кожен елемент має дві основні властивості: атрибути та вміст (контент). Існують певні настанови щодо кожного атрибута та контенту елемента, які треба виконувати задля того, щоб HTML-документ був визнаний валідним.
У елемента є початковий тег, який має вигляд <element-name>, та кінцевий тег, який має вигляд </element-name>. Атрибути елемента записуються в початковому тегу одразу після назви елемента, контент елемента записується між його двома тегами. Наприклад: <element-name element-attribute="attribute-value">контент елемента</element-name>.
Деякі елементи, наприклад br, не містять контенту, тож і не мають кінцевого тегу. Елемент може не мати початкового та кінцевого тегу (наприклад, елемент head), проте він завжди буде представлений в документі.
Нижче зазначені деякі типи елементів розмітки HTML.
Елементи структурної розмітки застосовують для опису семантики тексту, іншими словами ці елементи описують призначення тексту свого контенту. Вони не зазначають ніякого спеціального (візуального) відтворення тексту, проте більшість браузерів мають стандартні стилі форматування для кожного елемента. Для подальшого стилізування тексту рекомендується використовувати Каскадні таблиці стилів (CSS). Наприклад:
| Фрагмент HTML-розмітки документа | Відтворення в браузері |
| --- | ---------------------- |
| <h1>Давньогрецькі боги</h1> <p> <strong>Посейдон</strong> — володар світових вод, Океану, в латинян йому відповідав <em>Нептун</em>, у слов'ян — <em>Цар Моря, Цар Морський, Водяник</em>. </p> |                        |

Елементи візуальної розмітки застосовуються задля опису візуальних ефектів тексту, не зазначаючи при цьому функції тексту свого контенту. Остання чинна специфікація HTML 4.01 визначає більшість з цих елементів такими, що не рекомендується застосовувати у розмітці. Наприклад:
| Фрагмент HTML-розмітки документа | Відтворення в браузері |
| --- | --- |
| <font size="5">Давньогрецькі боги</font> <br /> <b>Посейдон</b> — володар світових вод, Океану, в латинян йому відповідав <i>Нептун</i>, у слов'ян — <i>Цар Моря, Цар Морський, Водяник</i>. | Давньогрецькі боги Посейдон — володар світових вод, Океану, в латинян йому відповідав Нептун, у слов'ян — Цар Моря, Цар Морський, Водяник |

Елементи розмітки гіпертексту застосовуються задля з'єднання частин документа з іншими документами. Наприклад:
| Фрагмент HTML-розмітки документа                      | Відтворення в браузері |
| ----------------------------------------------------- | ---------------------- |
| <a href="http://uk.wikipedia.org/wiki/">Вікіпедія</a> | Вікіпедія              |

##### Атрибути
Більшість з атрибутів елемента являє собою пару «назва-значення», розділених між собою знаком рівності, та записаних у початковому тегу одразу після назви елемента. Значення атрибуту може бути оточене лапками (подвійними або одиничними), також, якщо значення атрибуту складається з певних символів, його можна не виділяти лапками зліва. Проте невзяття значення атрибутів у лапки вважається небезпечним кодом. На відміну від атрибутів виду «назва-значення», є певні атрибути, що впливають на елемент, назва яких лише з'явилась в початковому тегу (наприклад, атрибут ismap елемента img).
Більшість елементів можуть мати будь-який з загальних атрибутів:
- Атрибут id впроваджує унікальний ідентифікатор елемента по всьому документу. Доданий до URL документа, він впроваджує глобальний унікальний ідентифікатор елемента. Він може використовуватися:
  - таблицями стилів для впровадження презентаційних властивостей;
  - браузерами для фокусування уваги на певному елементі;
  - скриптами для виконання дій над елементом.
- Атрибут title використовується для додавання пояснювального тексту для елемента. В більшості браузерів значення цього атрибуту можна побачити як підказку, що виникає при наведенні курсора на елемент.
- Атрибут class впроваджує засіб об'єднання схожих елементів у класи. Він може використовуватися для:
  - презентаційної розмітки. Наприклад, документ може містити class="notation", який визначає всі елементи, у яких клас визначений як "notation", підпорядкованими головному тексту документа. Такі елементи можна зібрати докупи і показати як виноски внизу сторінки, замість того, щоб показувати їх на тому місці, де вони з'являються в самому HTML-коді документа.
  - семантичної розмітки. Наприклад, класи використовуються у створенні мікроформатів.

#### Базові типи даних
Оскільки HTML є похідною мовою від SGML, усі типи даних HTML ґрунтуються на базових типах даних SGML (наприклад, PCDATA, CDATA, NAME, ID, NUMBER).
Кожен елемент має дві властивості — атрибути і вміст, які мають певні значення. Всі можливі значення цих двох властивостей прописуються відповідно до визначених у DTD типів даних. Нижче наведено кілька типів даних HTML:
- % Color — колір sRGB, записаний у шістнадцятковому вигляді, або одне з шістнадцяти службових слів;
- % ContentType — тип умісту/носія;
- % Charset — таблиця кодування символів;
- % Character — мнемоніка або окремий символ із UCS;
- % Length — nn розмір в пікселях, nn% — у відсотках;
- % URI — Уніфікований ідентифікатор ресурсів;
- % Datetime — дата та час;
- % Script — скрипт;
- % StyleSheet — дані таблиць стилів;
- % Text — текстові рядки.

#### Мнемоніки
Існують такі випадки, коли в документі потрібно використати якийсь символ, якого немає в обраній для документа кодовій таблиці. Для таких випадків можливо замінити символ на еквівалентне йому SGML-посилання на символ (мнемоніку).
Розрізняють мнемоніки двох видів:
- Цифрові мнемоніки (десяткові або 16-кові)

Визначають кодову позицію символу із таблиці кодів UCS. Наприклад:
| Мнемоніка | Символ |
| --------- | ------ |
| &aring;   | å      |
| &#229;    | å      |
| &#Xe5;    | å      |

- Мнемоніки із певних сполучень символів

Такі мнемоніки використовують псевдоніми замість кодів символів. Проте в HTML не визначені псевдоніми для кожного символу із UCS. Наприклад:
| Мнемоніка | Символ |
| --------- | ------ |
| &lt;      | <      |
| &amp;     | &      |
| &quot;    | "      |

HTML 4.01 підтримує три різні набори мнемонік:
- Мнемоніки для символів ISO 8859-1 (Latin-1)
- Символи, математичні символи та грецькі літери
- Мнемоніки для символів розмітки та інтернаціоналізації

### Валідація
Так само як і кожна мова, будь-яка комп'ютерна мова має свою власну граматику, словник і синтаксис. І кожен документ, написаний цією мовою, має дотримуватися цих правил. HTML використовує машинно-зчитуючу граматику, яка називається DTD, механізм, успадкований від SGML.
Проте, так само як і тексти природної мови можуть містити граматичні помилки, документи, що використовують мови розмітки можуть не дотримуватись визначеної граматики. Процес перевірки документа на дотримання визначених мовою правил називають валідацією, а інструмент, який здійснює перевірку  — валідатором. Документ, що пройшов цей процес без помилок, називають валідним.
Згідно з цією концепцією, «валідація HTML розмітки» визначається як процес перевірки вебдокумента за правилами граматики (визначеними в DTD), на які він посилається із елемента doctype.
Один із важливих принципів програмування: «Будьте консервативні в тому, що ви робите; будьте ліберальним в тому, що ви приймаєте».
Браузери дотримуються другої частини цього принципу: вони приймають вебдокументи такими, які вони є, та намагаються відтворити їх на екрані, навіть якщо вони не використовують стандартний HTML. Зазвичай це означає, що браузер спробує «здогадатися» про те, що автор документа мав на увазі. Проблема полягає в тому, що різні браузери (або навіть різні версії одного браузера) зроблять різні припущення щодо одних і тих же нестандартних конструкцій, і навіть гірше: якщо HTML-код дуже відрізняється від стандарту, браузер безнадійно заплутається і безладно відтворить сторінку на екрані, або навіть аварійно закриється.
Саме тому дотримуватися першої частини принципу належить авторам документа, шляхом перевірки своїх документів на дотримання стандарту. Найкращий інструмент для цього — валідатор HTML-розмітки.

### Перегляд
Для перегляду HTML-розмітки документа можна використовувати будь-який текстовий редактор.
Для перегляду документа, відтвореного за правилами HTML-розмітки, використовується браузер.

### Транспортування в мережі
HTML документи можуть бути транспортовані так само як і будь-які інші файли (наприклад, за допомогою протоколів FTP, TCP), проте зазвичай вони транспортуються із сервера за допомогою протоколу HTTP або електронною поштою.

#### HTTP/HTTPS
Всесвітня павутина складається в основному з HTML-документів, переданих з вебсерверів для браузерів, використовуючи протокол HTTP. До того ж HTTP використовується для передачі зображень, звуків, відео та іншого супутнього контенту. Для правильного відтворення документа браузером окрім нього самого передається ще й інша інформація (метадані), у якій зазвичай міститься визначення MIME типу (наприклад, text/html або application/xhtml+xml) та кодової таблиці документа.

#### Електронна пошта
Більшість графічних поштових клієнтів дозволяють використовувати підмножину елементів HTML (часто визначених стандартом як застарілі та не рекомендовані у розмітці), щоб забезпечити візуальне форматування тексту, роблячи неможливою семантичну розмітку тексту засобами поштового клієнта. Багато таких клієнтів містять у собі WYSIWYG-редактор HTML для складання повідомлень. Використання HTML у повідомленнях електронної пошти є спірним питанням через проблеми з сумісністю у різних поштових клієнтів; також HTML може допомогти приховати фішинг.

## Поточні напрямки розвитку і використання HTML
З моменту свого створення HTML і пов'язані з нею протоколи порівняно швидко отримали визнання. Однак у перші роки існування цієї мови розмітки не було жодних чітких стандартів. Хоча її творці спочатку і задумували HTML як семантичну мову, позбавлену презентаційних можливостей, її практичне використання із різними браузерами призвело до додавання багатьох презентаційних елементів і атрибутів в HTML. Останні стандарти, пов'язані з HTML, відображають зусилля з подолання хаотичного розвитку мови і створення раціональної основи для розробки як змістовних, так і виразних документів. Щоб повернути HTML її роль семантичної мови, Консорціум Всесвітньої павутини розробив мови стилізування, такі як Каскадні таблиці стилів та Розширена мова таблиць стилів, аби перенести на них відповідальність за вигляд документа. У зв'язку з цим специфікація HTML повільно почала повертатися виключно до семантичних елементів.

### Семантичний HTML
Семантичний HTML — спосіб написання HTML, що віддає перевагу підкресленню смислу закодованої інформації радше за її подання (зовнішній вигляд). Ще з самого початку свого розвитку HTML мав у складі елементи семантичної розмітки, проте також мав і елементи презентаційної розмітки, такі як font, i та center. Також HTML має семантично-нейтральні елементи span та div. З кінця 1990-х, коли Каскадні таблиці стилів почали належно працювати в більшості браузерів, авторам документів було рекомендовано уникати використання презентаційної розмітки HTML з метою розділення представлення і змісту.
У 2001 році в статті про Семантичну павутину Тім Бернерс-Лі та інші навели приклади шляхів, за якими одного дня «агенти» інтелектуального програмного забезпечення зможуть автоматично прочесати Всесвітню мережу та відшукати, відфільтрувати та встановити співвідношення попередньо непов'язаних фактів на благо користувачів. Такі агенти є незвичайними навіть зараз, але деякі з ідей Web 2.0, мешапів та сервісів порівняння цін стають все ближчими до реалізації. Основна відмінність між цими гібридними вебзастосунками та семантичним агентом, який згадується у статті Бернерса-Лі, полягає в тому, що нинішні шляхи збирання та гібридизації інформації, як правило, створені веброзробниками, які вже точно знають де шукати потрібну інформацію і яка в неї API-семантика.
Важливими типом вебагента, який прочісує і читає вебсторінки автоматично, проте без знання того, що він може виявити, є пошуковий робот. Цей програмний агент залежить від семантичної ясності вебсторінок, які він знаходить, оскільки в ньому використовуються різні методи і алгоритми зчитування та індексації мільйонів вебсторінок в день, що забезпечує користувачів Інтернету пошуковими можливостями, без яких Всесвітня павутина була б корисна тільки на малу частину від її сучасних можливостей.
Для того щоб пошукові роботи мали можливість оцінити значення фрагментів тексту, які вони знаходять в документах HTML, а також для тих, хто створює мешапи та інші гібридні агенти, так само як і для більш автоматизованих агентів, необхідно аби семантичні структури, які існують в HTML, набули широкого і рівномірного застосовування, щоб виділити зміст опублікованого тексту.
Елементи презентаційної розмітки є забороненими в останніх чинних специфікаціях HTML і XHTML, а також і в проєкті HTML 5.
Добрий семантичний HTML також покращує доступність вебдокументів. Наприклад, коли браузер або аудіо-браузер може правильно встановити структуру документа, він не буде витрачати час користувачів з вадами зору на прочитання повторюваної або неактуальної інформації, якщо вона була розмічена правильно.

### Проєкт специфікації HTML 5
HTML 5 — це наступна значна переробка стандарту HTML. Робота над створенням специфікації, відома під назвою «Web Applications 1.0», розпочата WHATWG в червні 2004 року.
HTML 5 спрямований на скорочення використання заснованих на плагінах RIA-технологій, таких як Adobe Flash, Microsoft Silverlight і Sun JavaFX, хоча досягнення цієї мети займе багато років.
Специфікація HTML 5 зводиться до надання семантичного рівня мови розмітки і пов'язаних з ними семантичних рівнів API для сценаріїв задля авторизації доступних сторінок у Всесвітній павутині, починаючи від статичних документів і закінчуючи динамічними застосунками. HTML 5 вводить ряд нових елементів і атрибутів, які відображають типову архітектуру сучасних вебсторінок. Деякі з них є семантичними замінами загально-використовуваних блочних (div) і вбудованих (span) елементів, наприклад елемент nav (навігаційний блок сторінки) і footer. Інші елементи забезпечують нові функціональні можливості через стандартизований інтерфейс, наприклад елементи audio і video.
Наразі специфікація має статус «у розробці», та, як очікується, матиме його ще протягом трьох років, хоча розробка частин HTML 5 буде завершена і реалізована в браузерах ще до того, як специфікація отримає остаточний статус Рекомендації W3C.

### XHTML
Ймовірно, HTML — найуспішніша мова розмітки документів у всьому світі. Проте, коли світові представили XML, було вирішено створити нову версію HTML, похідну від XML. Адже з XML-заснованим HTML інші XML-мови могли би включати частини XHTML, а XHTML-документи могли б включати частини інших мов розмітки. Також автори вебдокументів могли б скористатися перевагами редизайну задля очищення деяких з найбільш неохайних частин HTML, а також додати деякі з нових необхідних функцій, таких як покращені форми. Нижче зазначені деякі переваги використання XHTML замість HTML.
Якщо документ є лише чистим XHTML 1.0 (не включає інші мови розмітки), то різниця між XHTML та HTML майже не помітна. Проте, оскільки стають доступними все більше і більше XML-інструментів (наприклад, XSLT для перетворення документів), переваги використання XHTML стають все помітнішими. Наприклад, XForms дозволяє досить просто керувати редагуванням документів XHTML (або будь-яких інших видів документа XML). Семантичні вебзастосунки також зможуть скористатися документами XHTML за своїми потребами. Якщо документ містить більш ніж просто XHTML 1.0 (наприклад, у документі використовуються мови розмітки MathML, SMIL, або SVG), тоді переваги використання XHTML значно помітніші, адже HTML не підтримує такі комбінації мов розмітки в одному документі.

### Валідатори HTML-розмітки
- Валідатор розмітки на сайті W3C [Архівовано 22 лютого 2011 у Wayback Machine.](англ.)
- WDG HTML Validator [Архівовано 13 липня 2005 у Wayback Machine.](англ.)
- Validator.nu [Архівовано 19 червня 2008 у Wayback Machine.](англ.)

### Підручники
- Підручники HTML і CSS [Архівовано 29 вересня 2011 у Wayback Machine.](укр.)
- Електронний довідник HTML і CSS [Архівовано 28 листопада 2020 у Wayback Machine.](укр.)
- HTML Dog [Архівовано 17 травня 2008 у Wayback Machine.](англ.)
- HTML.net(англ.)
- Pagetutor [Архівовано 22 жовтня 2007 у Wayback Machine.](англ.)
- HTML Book [Архівовано 9 грудня 2009 у Wayback Machine.](рос.)
- Підручник HTML [Архівовано 10 жовтня 2011 у Wayback Machine.](рос.)
- HTML cheatsheet

### Специфікація W3C
- Стандарти HTML: 2.0 [Архівовано 22 червня 2008 у Wayback Machine.], 3.2 [Архівовано 19 червня 2010 у Wayback Machine.], 4.0 [Архівовано 27 липня 2008 у Wayback Machine.], 4.01 [Архівовано 6 червня 2014 у Wayback Machine.](англ.)